# Gorni Bogrov
Gorni Bogrov (bulgariska: Горни Богров) är ett distrikt i Bulgarien.   Det ligger i kommunen Stolitjna Obsjtina och regionen Sofija-grad, i den västra delen av landet, 17 km öster om huvudstaden Sofia.
Trakten runt Gorni Bogrov består till största delen av jordbruksmark. Runt Gorni Bogrov är det ganska tätbefolkat, med 100 invånare per kvadratkilometer.